# 秋田県立横手工業高等学校
秋田県立横手工業高等学校（あきたけんりつ よこてこうぎょうこうとうがっこう）は、秋田県横手市前郷二番町にあった公立の工業高等学校。

## 概要
1940年に開校した青年学校（乙種工業学校）を前身とし、1943年に実業学校（甲種工業学校）の秋田県横手町立工業学校として開校した。1946年には町から県に移管、1948年には学制改革により新制高等学校が発足し、横手工業高等学校となった。また、学制改革の際には横手第一中学校が一時的に併設されている。
校地が狭く、校舎の老朽化も進んでいた横手工業は、2004年に開設された中高一貫校（秋田県立横手清陵学院中学校・高等学校）へ引き継ぐ形で2006年に閉校した。閉校後、校舎は横手高等学校定時制課程校舎として使用したが、解体され2008年に衛生看護学院・横手高等学校定時制校舎が跡地に建築された。

## 沿革

### 開校から新制高等学校発足まで
第二次世界大戦が長期化し軍需産業が拡大したことにより、国内において工業教育が振興されることになった。ただ、当時県南地区には工業学校が無く、1938年に横手高等小学校の校長に着任した佐々木良助は、着任直後から工業学校の必要性を説いた。
ただ、当時の横手町の財力では、実業学校令に基づく甲種工業学校の設置は困難であった。そのため、青年学校令に基づく乙種工業学校の設置が推進されることとなり、1940年2月の町会において町立工学校の設立が可決された。1940年4月1日に「横手町立横手工学校」として横手高等小学校（前郷字礼堂）併設の形で開校した。
1943年3月には、町立横手工学校の甲種工業学校への昇格が文部省（現・文部科学省）に認可され、「秋田県横手町立横手工業学校」として改めて開校した。当時は機械科のみが設置されていたが、1944年に土木科が設置された。
1946年4月1日に町から県に移管し、「秋田県立横手工業学校」と改称。
1947年には学校教育法が施行され、旧制中学校に代わる新制高等学校が発足、秋田県立横手工業学校は「秋田県立横手工業高等学校」と改称した。当時の横手市内では、横手工業の他に横手美入野（現：横手高等学校）と横手城南が新制高等学校として発足した。同年7月には定時制課程（普通科・家庭科）を設置した。

### 閉校、横手清陵学院高等学校へ

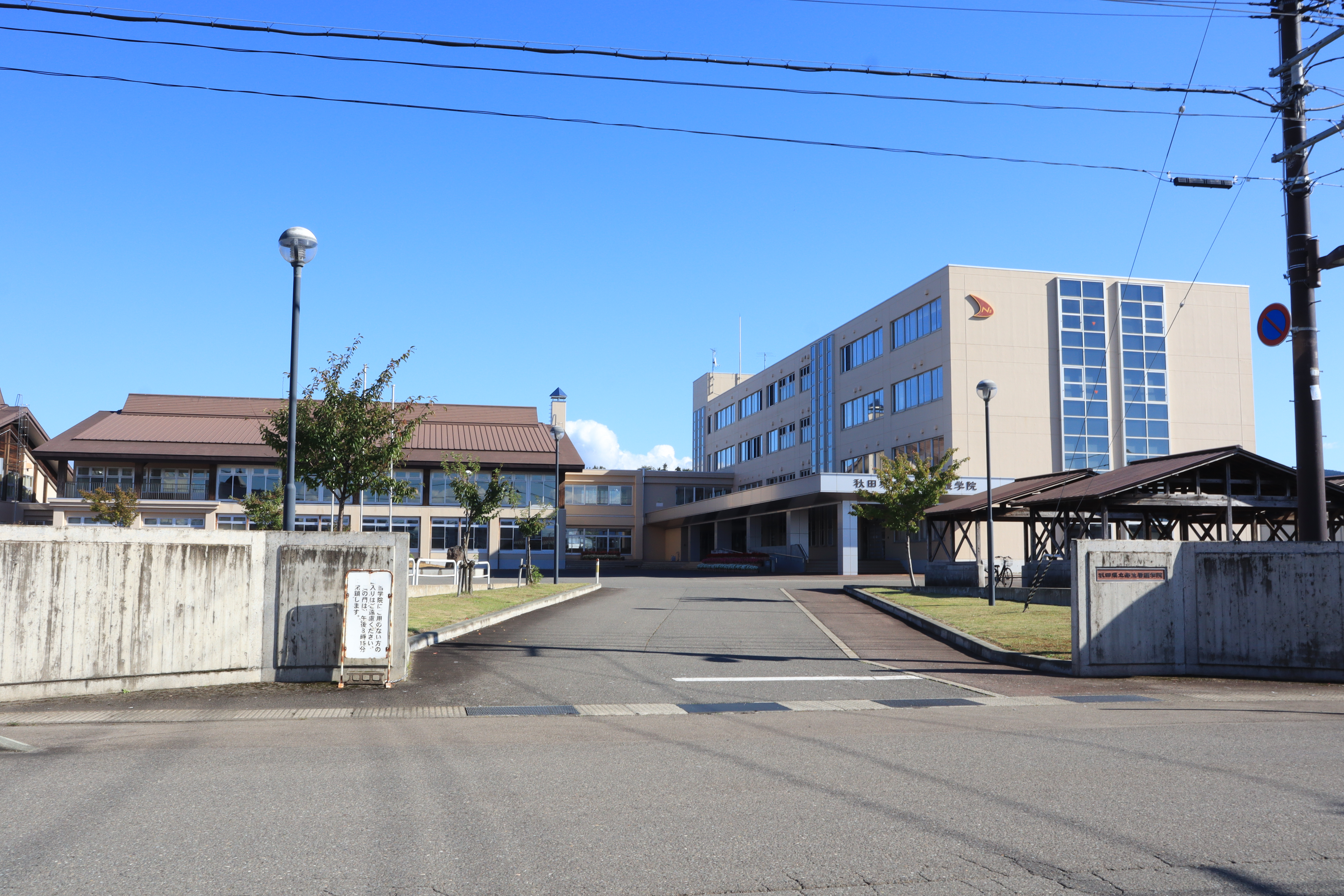
跡地に建築された秋田県立衛生看護学院

1999年12月、秋田県教育委員会は横手市内に県立の中高一貫校を設ける旨を発表し、2004年の開校を目指すこととした。この県立中高一貫校は横手工業高等学校を母校とする形で開校することとなったが、土地が狭隘であったことから、郊外へ移転した上での開校となった。市は、移転による市街地の空洞化を懸念し現在地での改築を要望していたが、土地の拡張をするにしても時間が掛かる上に拡張にも限界があったため、最終的に郊外移転となった。
県立中高一貫校は計画通り2004年に秋田県立横手清陵学院中学校・高等学校として開校した。同年より募集停止となり、2006年3月31日に横手工業高等学校は閉校した。

### 年表
以下、注釈の無い項目は「横手市史 昭和編」によるもの。
- 1940年 - 「横手町立横手工学校」が開校。
- 1943年4月1日 - 「秋田県横手町立工業学校」として開校。機械科を設置。
- 1944年4月1日 - 土木科を設置。
- 1946年
  - 4月1日 - 県移管により、「秋田県立横手工業学校」と改称。
  - 5月26日 - 校歌制定。
- 1948年
  - 4月1日 - 学制改革により、「秋田県立横手工業高等学校」と改称。木材工芸科を設置。
  - 7月1日 - 定時制課程を設置。山内・浅舞・沼館分校を設置。
  - 9月1日 - 吉田分教室を設置。
  - 10月1日 - 大森分校を設置。
- 1949年
  - 4月1日 - 吉田分教室が分校となり、阿気・旭・境町・栄分校を設置。
  - 8月1日 - 朝倉・福地分校を設置。
- 1950年4月1日 - 紡織色染科を設置。吉田・浅舞・山内分校を横手城南高等学校定時制課程に移管。
- 1951年
  - 4月1日 - 電気科を設置。八沢木分室を設置。
  - 6月1日 - 里見・田根森分室を設置。
  - 8月1日 - 沼館・福地・里見・八沢木分校を沼館高等学校（現・雄物川高等学校）へ移管。
- 1963年4月1日 - 木材工芸科を工芸科へ、紡織色染科を繊維工業科へそれぞれ改称。
- 1966年
  - 4月1日 - 繊維工業科を紡織科・色染化学科へ分離。
  - 11月4日 - 新校舎竣工式典挙行。
- 1973年4月1日 - 工芸科・紡織科・色染化学科の募集を停止。インテリア科・建築科・工業化学科を設置。
- 1975年3月31日 - 工芸科・紡織科・色染化学科を廃止。
- 1994年4月1日 - 秋田県立横手東高等学校の閉校（平鹿高等学校と統合し平成高等学校へ）に伴い、同校から定時制課程を移管され、普通科定時制課程を設置[8]。
- 2004年4月1日 - 秋田県立横手清陵学院高等学校が開校したことに伴い、同年度入学者から募集停止となり、定時制課程のみ募集。
- 2006年3月31日 - 閉校。定時制課程は、秋田県立横手高等学校へ移管[8]。

## 出身者
- 遠藤司 - 陸上長距離選手、元エスビー食品所属。
- 今川勉（いまがわつとむ） - 『ECHOES（エコーズ）』のバンマス。